# Лют'єбрук
Лют'єбрук (нід. Lutjebroek) — село в нідерландській провінції Північна Голландія. Входить до муніципалітету Стеде-Брук.